# Lisa Bishop
Lisa Bishop je novozelandska hokejašica na travi. 
Svojim igrama je izborila mjesto u novozelandskoj izabranoj vrsti. 

## Sudjelovanja na velikim natjecanjima
- 2002.: Trofej prvakinja u Macau, 5. mjesto
- 2002.: SP u Perthu: 11.